# Hospital Abente y Lago
El Hospital Abente y Lago es un centro hospitalario público situado en el centro de La Coruña y perteneciente al Complejo Hospitalario Universitario de La Coruña que anteriormente funcionó como hospital militar. Recibió su nombre por Ezequiel Abente y Lago, quien fue su director durante la repatriación de los soldados procedentes de la guerra hispano-estadounidense.

## Historia

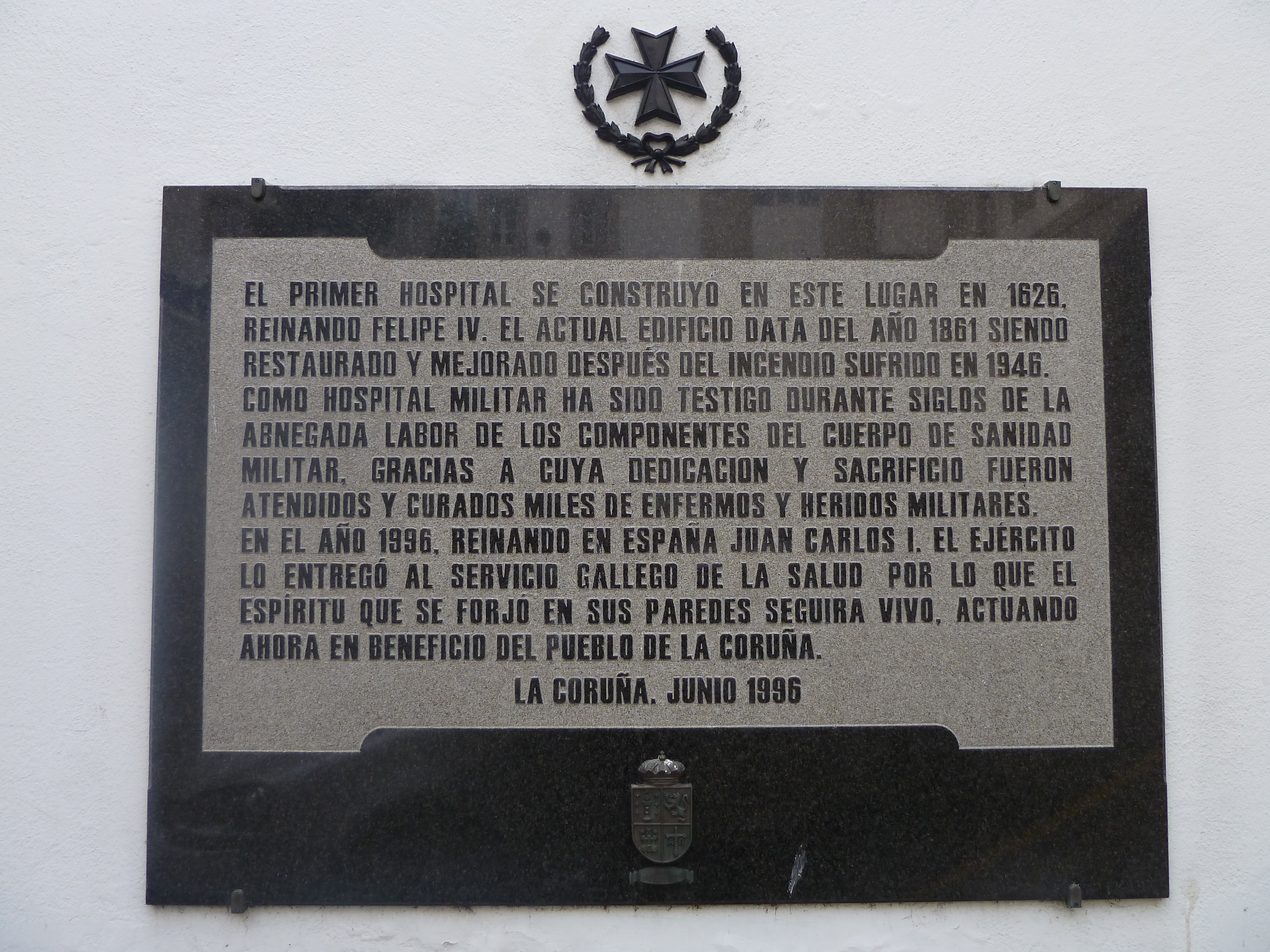
Placa del traspaso al SERGAS.

En 1626 se construyó en los terrenos del actual hospital, conocidos como Campo del Espíritu Santo, el Hospital del Rey. Estaba rodeado por el Hospital del Buen Suceso, que atendía a los militares, por la capilla del Espíritu Santo y la polvorera. En 1658 explota esta última provocando graves daños en los edificios próximos, incluido el Hospital Real, que tuvo que ser restaurado antes de volver a funcionar a finales de siglo.
En 1725 el ingeniero Francisco Montaigú diseña la ampliación del Hospital del Rey, incorporando la capilla del Espíritu Santo.
En 1798 el capitán general Pedro Martín Cermeño propuso que se derrumbasen los dos hospitales para construir un único hospital en el lugar. Sin embargo, este proyecto no se llevó a cabo hasta el período entre 1861 y 1866 creando el llamado Hospital Militar del Buen Suceso, cuyo autor del proyecto fue el ingeniero Joaquín Montenegro.
El hospital sufre el 13 de febrero de 1946 un incendio provocado por un cortocircuito que arrasa con su interior, por lo que tuvo que ser remodelado y modernizado.
El Ministerio de Defensa lo cerró en 1995, incorporándose al Servicio Gallego de Salud el 26 de mayo de 1996. Recibió su actual nombre en 1998, cuando comenzó a atender pacientes, y la inauguración tuvo lugar el 19 de abril de 2001.